# Giethoorn
Giethoorn – wieś w holenderskiej prowincji Overijssel. Znajduje się w gminie Steenwijkerland, ok. 5 km na południowy zachód od Steenwijk.

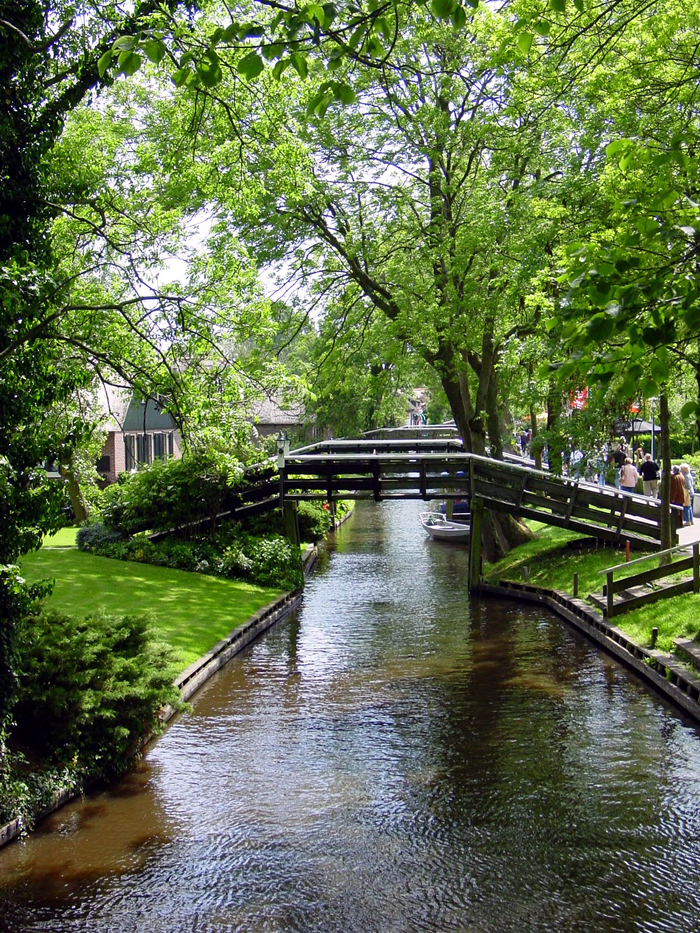
Jeden z mostów w Giethoorn

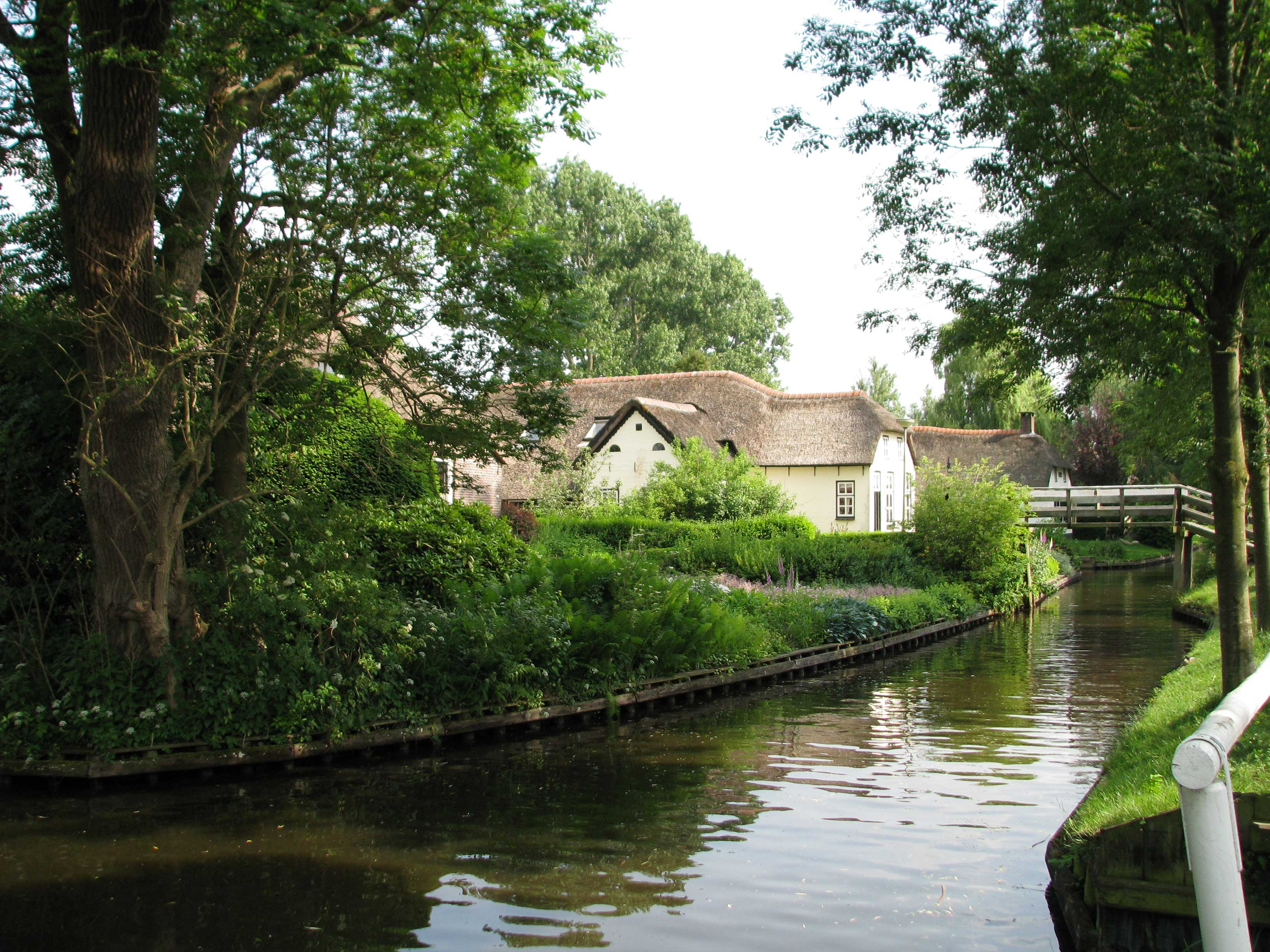
Kanał w Giethoorn

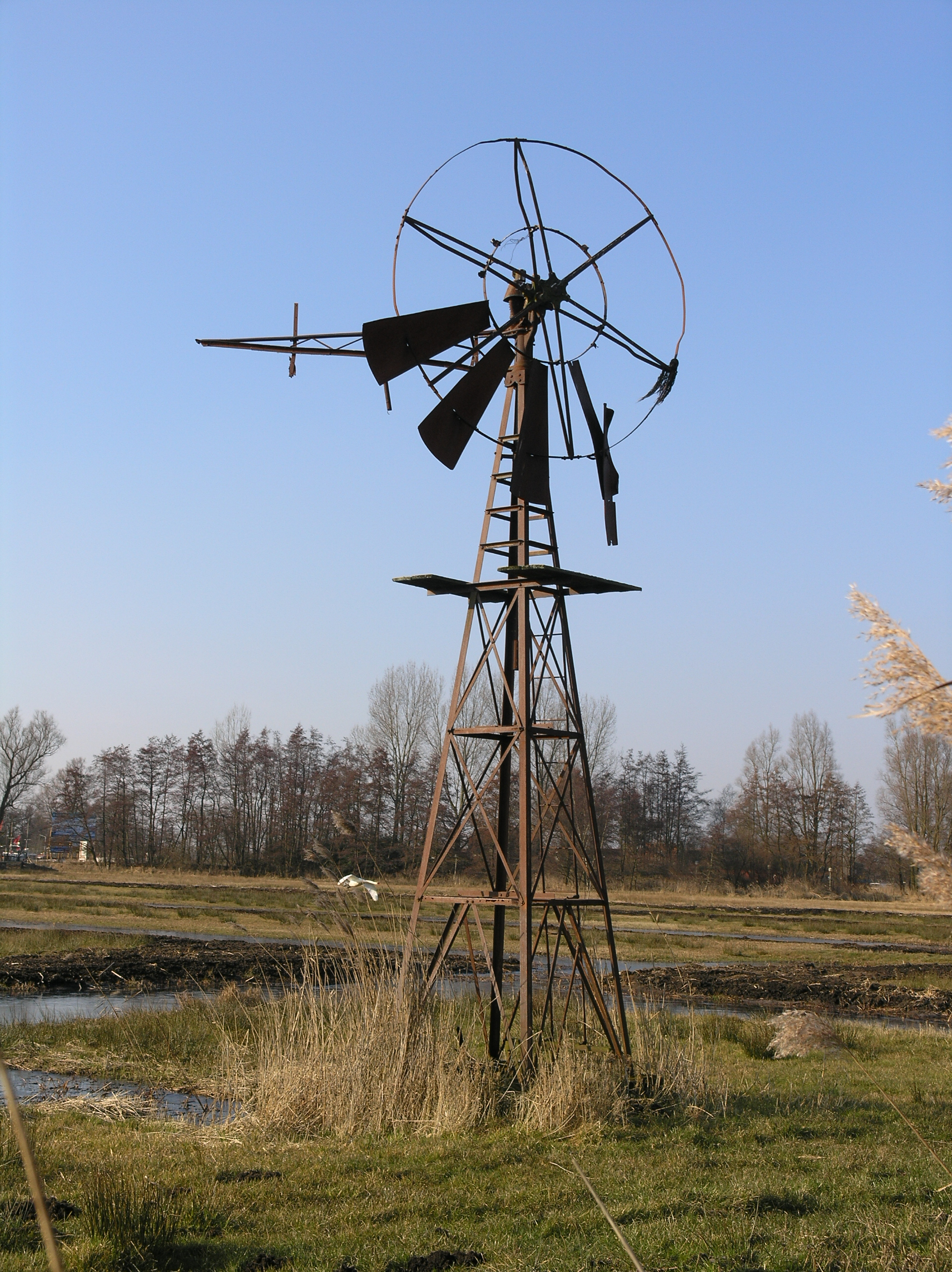

Miejscowość ta jest nazywana Wenecją Północy lub Wenecją Holandii (Holendrów). W starej części Giethoorn nie ma żadnych dróg, poza ścieżkami rowerowymi.
Została założona ok. 1230 roku przez grupę uchodźców z krajów śródziemnomorskich. Początkowo nosiła nazwę Geytenhorn. W 1421 wieś została zalana w wyniku powodzi.
Wieś stała się popularniejsza po tym, gdy Bert Haanstra nakręcił w niej w 1958 roku komedię „Fanfare”.
Giethoorn było osobną gminą do 1973, kiedy stało się częścią Brederwiede.
W 2015 roku stała się częścią gry Monopoly.